# Schizomavella marsupifera
Schizomavella marsupifera är en mossdjursart som först beskrevs av Busk 1884.  Schizomavella marsupifera ingår i släktet Schizomavella och familjen Bitectiporidae. Inga underarter finns listade i Catalogue of Life.